# Jean Antoine Michel Agar
Jean Antoine Michel Agar, ab 1807 Comte de Mosbourg (* 18. Dezember 1771 in Mercuès, Département Lot; † 8. November 1844 in Paris), war ein hoher Staatsbeamter zur Zeit des französischen Empire.

## Leben
Agar wuchs mit seiner Familie in Saint-Domingue auf, wo er in jungen Jahren Zeuge des Sklavenaufstands gegen die französische Kolonialherrschaft wurde. Nach der Entlassung aus kurzzeitiger britischer Gefangenschaft 1794 studierte er Rechtswissenschaften an der Universität Toulouse. Nach einer Anwaltstätigkeit in Cahors wurde er von Joachim Murat als provisorischer Kommissar der 1799 von französischen Truppen eroberten Toskana berufen, die 1801 in das Königreich Etrurien umgewandelt und im März 1808 von Frankreich annektiert werden sollte.
1806 bis 1808 war Agar Finanzminister und provisorischer Minister-Staatssekretär sowie Präsident des Staatsrats im Großherzogtum Berg unter dem zum Großherzog aufgestiegenen Joachim Murat, den er seit jüngeren Jahren persönlich kannte. Zudem heiratete Agar 1807 eine Nichte Murats.
Agar erwarb sich in der relativ kurzen Zeit seines Wirkens im bergischen Regierungssitz Düsseldorf bleibende Verdienste in jenen Bereichen, die Murat noch vor der persönlichen Übernahme der Regierung Napoleons in Berg hatte gestalten können: die zu ihrer Zeit herausragende Emanzipation der Juden, die sich sehr kompliziert gestaltende Abschaffung der Feudalrechte einschließlich der adligen Grundherrschaft und die Reform des Justizwesens.
In Anerkennung seiner Verdienste und Loyalität hatte Murat seinem Protégé Agar 1807 den Titel eines Comte de Mosbourg und damit verbunden den Besitz von Schloss Morsbroich im heutigen Leverkusen und größerer umgebender Ländereien übertragen. Agar residierte jedoch selten in Morsbroich, sondern musste vorwiegend in der bergischen Landeshauptstadt Düsseldorf präsent sein. 1808 folgte er seinem Dienstherrn Murat, der zum Souverän des Königreichs Neapel erhoben worden war, nach Neapel.
Auf Agar folgte im Großherzogtum 1808 als maßgebliche Persönlichkeit der höheren Verwaltung der konservativer gesinnte Jacques Claude Beugnot in kommissarischer Vertretung Napoleons. In Paris wurden – als Vorgesetzte Beugnots – nach Agars Abgang Minister-Staatssekretäre für das Großherzogtum Berg ernannt, zunächst Michel Gaudin (1808), dann Hugues-Bernard Maret (1809–1810) und zuletzt Pierre-Louis Roederer (1810–1813). Agar selbst blieb an der Seite des im Königreich Neapel eingesetzten Murat, wo er bis zu dessen Tod 1815 als Finanzminister fungierte.
Nachdem das Rheinland als Folge des Wiener Kongresses Teil des Königreichs Preußen geworden war, gelang es Agar, den Besitz des Schlosses Morsbroich und der bisher mit der Grafschaft verbundenen Ländereien zu behaupten. Er verkaufte sie aber bereits 1817/18 an den Kölner Bankier Abraham Schaaffhausen. Die von einem deutschen Kunsthistoriker aufgestellte Behauptung, Agar habe im Januar und März 1818 seine Ehefrau und die drei gemeinsamen Kinder ermorden lassen, um den Verkaufserlös von 700.000 Francs nicht teilen zu müssen, ist inzwischen widerlegt. Tatsächlich starben Agars erste Ehefrau Alexandrine Andrieu (1791–1811) und ihre Kinder in den Jahren 1811 bis 1813 in Neapel, wo Agar ihre Sarkophage in der Sakristei von San Domenico Maggiore, einer Grablege von neapolitanischen Königen und Adeligen, aufstellen ließ.
Nach seiner aktiven Zeit im Staatsdienst betätigte sich Agar auf regionaler Ebene in seinem Heimatarrondissement Cahors. Bereits 1804 in die Ehrenlegion aufgenommen, wurde ihm 1837 der Titel eines Pair von Frankreich verliehen.
Aus Agars zweiter Ehe mit Alexandrine Andrée Janet (ca. 1795–1874) gingen drei Kinder hervor, darunter der spätere französische Diplomat Michel Pierre Antoine Laurent Agar de Mosbourg.

## Werke
- Seconde lettre a son excellence M. le comte de Villèle, Ministre des finances président du conseil des minstres, etc., etc., sur le projet de remboursement ou de réduction des rentes. Delaunay, Paris 1824 (Digitalisat).
- Supplément aux observations sur le projet de loi pour la conversion des Rentes. Delaunay, Paris 1825 (Digitalisat)
- Observations sur le nouveau projet de loi pour la conversion des rentes. Delaunay, Paris 1825 (Digitalisat)